# Манастиреа (Делешти)
Манастиреа (рум. Mânăstirea) насеље је у Румунији у округу Васлуј у општини Делешти. Oпштина се налази на надморској висини од 286 m.

## Становништво
Према подацима из 2002. године у насељу је живело 184 становника, од којих су сви румунске националности.